# Logbii
Logbii est un village de la Région du Littoral du Cameroun, situé dans la commune de Ngwei. 

## Population et développement
La population de Logbii était de 151 habitants en 1967. La population de Logbii était de 216 habitants dont 111 hommes et 105 femmes, lors du recensement de 2005.  